# Захворювання периферичних артерій
Захворювання периферичних артерій (ЗПА) — це судинне захворювання, яке спричиняє ненормальне звуження артерій, крім тих, що живлять серце або мозок.   ЗПА може виникнути в будь-якій кровоносній судині, але частіше зустрічається на ногах, ніж на руках. 
Коли звуження артерій відбувається в серці, це називається ішемічною хворобою серця (ІХС), в мозку – цереброваскулярною хворобою.  Захворювання периферичних артерій найчастіше вражає ноги, але можуть бути уражені й інші артерії, наприклад артерії рук, шиї або нирок.  
ЗПА є формою захворювання периферичних судин. Ураження артерій відрізняється від ураження вен. ЗПА означає, що звужені або заблоковані артерії — судини, які несуть насичену киснем кров, яка рухається від серця до інших частин тіла. Захворювання периферичних вен, з іншого боку, відноситься до судин, які повертають бідну на кисень кров до серця. 
Класичним симптомом є біль у ногах під час ходьби, який минає під час відпочинку та відомий як переміжна кульгавість.  Інші симптоми включають виразки шкіри, синюшну шкіру, холодну шкіру, аномальний ріст нігтів і волосся на ураженій нозі.  Ускладнення можуть включати інфекцію або змертвіння тканин, що може вимагати ампутації, ішемічну хворобу серця, або інсульт.  До 50% людей із ЗПА не мають симптомів. 
Найбільшим фактором ризику розвитку ЗПА є куріння.  Інші фактори ризику включають діабет, високий кров'яний тиск, проблеми з нирками та високий рівень холестерину в крові.   ЗПА в основному спричинене накопиченням жирових бляшок в артеріях, що називається атеросклерозом, особливо в осіб старше 40 років.    Інші механізми включають спазм артерії, тромби, травму, фіброзно-м’язову дисплазію та васкуліт.   ЗПА зазвичай діагностується шляхом виявлення кісточково-плечового індексу (КПI) менше 0,90, що дорівнює систолічному артеріальному тиску в щиколотці, поділеному на систолічний артеріальний тиск на руці.  Також можуть бути використані дуплексне ультразвукове дослідження та ангіографія.  Ангіографія більш точна і дозволяє одночасно проводити лікування, однак вона пов'язана з більшими ризиками. 
Незрозуміло, чи є корисним скринінг ЗПА у людей без симптомів.    Для тих, хто має переміжну кульгавість через ЗПА, припинення куріння та контрольована фізкультура можуть покращити результати.   Ліки, зокрема статини, інгібітори АПФ і цилостазол, також можуть мати зиск.   Аспірин, який допомагає розріджувати кров і, таким чином, покращує кровообіг, здається, не допомагає людям з легким захворюванням, але зазвичай його рекомендують людям із серйознішими захворюваннями через підвищений ризик серцевих нападів.    Користь від використання антикоагулянтів (розріджувачів крові), таких як варфарин, не мають остаточних наукових доказів.  Хірургічні операції, які використовуються для лікування ЗПА, включають шунтування, ангіопластику та атеректомію. 
У 2015 році близько 155 мільйонів людей мали ЗПА у всьому світі.  Поширеність ЗПА зростає з віком.  У розвинених країнах вона вражає приблизно 5,3% людей віком від 45 до 50 років і 18,6% людей віком від 85 до 90 років.  У країнах, що розвиваються, ЗПА вражає 4,6% людей у віці від 45 до 50 років і 15% людей у віці від 85 до 90 років.  У розвинутих країнах ЗПА однаково часто зустрічається серед чоловіків і жінок, хоча в країнах, що розвиваються, жінки хворіють частіше.  У 2015 році ЗПА призвело до приблизно 52 500 смертей, що є збільшенням порівняно з 16 000 смертей у 1990 році  

## Ознаки та симптоми

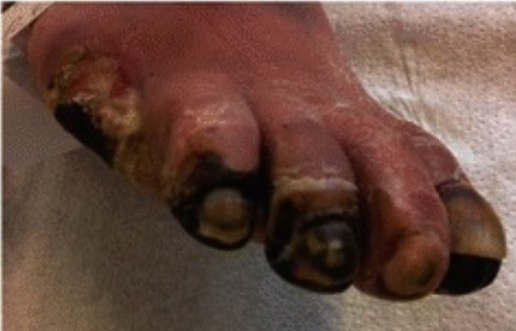
ЗПА, що призвело до некрозу кількох пальців стопи

Ознаки та симптоми ЗПА залежать від ураженої частини тіла. Близько 66% пацієнтів, або не мають симптомів, або мають нетипову клінічну картину.  Найпоширенішим симптомом є переміжна кульгавість (ПК), що зазвичай описується як біль в скелетних м’язах нижніх кінцівок, яка виникає під час фізичного навантаження. ПК з’являється, коли доставка кисню недостатня для задоволення метаболічних потреб скелетних м’язів. Біль, як правило, локалізується в литкових м’язах ураженої ноги і полегшується у спокої.  Це відбувається тому, що під час навантаження м’язи потребують більше кисню. У нормі артерії здатні збільшити кровотік і, отже, збільшити кількість кисню, що надходить до навантаженого м’яза. Однак при ЗПА артерія не може належним чином реагувати на підвищену м’язову потребу в кисні. Таким чином, м’язи позбавлені кисню, що призводить до м’язового болю, який зникає під час відпочинку. 
Інші симптоми можуть включати: 
- Біль та/або судоми в сідницях або стегнах
- Атрофія м'язів ураженої кінцівки
- Випадання волосся на ураженій кінцівці
- Гладка, блискуча або холодна на дотик шкіра в ураженій ділянці
- Ослаблений або відсутній пульс на стопах
- Холод та/або оніміння пальців ніг
- Рани / виразки на ураженій кінцівці, які не загоюються

В осіб із важким ЗПА можуть виникнути ускладнення, включаючи критичну ішемію кінцівок і гангрену. Критична ішемія кінцівки виникає, коли кровотік в артерії порушується настільки, що кров не може підтримувати потреби тканини у кисні в стані спокою.  Це може призвести до болю у спокої, відчуття холоду або оніміння ураженої стопи та пальців. Інші ускладнення важкого ЗПА включають втрату тканин нижніх кінцівок, виразки, еректильну дисфункцію та гангрену.  Люди з цукровим діабетом страждають від гангрени стоп у 30 разів частіше, ніж люди без нього. Багато з цих важких ускладнень, таких як ті, що призводять до ампутації, є незворотними. 

## Причини

### Фактори ризику

На ілюстрації показано, як ЗПА може впливати на артерії ніг. На рисунку А показана нормальна артерія з нормальним кровотоком. На вставці показано поперечний розріз нормальної артерії. На рисунку B показано артерію з накопиченням бляшок, які частково блокують кровотік. На вставці показано поперечний розріз звуженої артерії.

Фактори, що сприяють підвищенню ризику ЗПА, такі ж, як і для атеросклерозу.   До них належать вік, стать і етнічна приналежність.  ЗПА зустрічається вдвічі частіше у чоловіків, ніж у жінок. З точки зору етнічної приналежності, ЗПА частіше зустрічається у кольорових людей порівняно з білим населенням у співвідношенні 2:1.  Факторами найбільшого ризику є гіперліпідемія, артеріальна гіпертензія, цукровий діабет, хронічна хвороба нирок і куріння. Наявність трьох із цих факторів або більше збільшує ризик розвитку ЗПА у десять разів. 
- Куріння – вживання тютюну в будь-якій формі є найвагомішим фактором ризику ЗПА у всьому світі. Курці мають 10-кратне збільшення ризику ЗПА за  принципом доза-ефект. [33] Було також показано, що вплив пасивного куріння сприяє змінам оболонки кровоносних судин (ендотелію), що може призвести до атеросклерозу. Курці мають у 2–3 рази більше шансів мати ЗПА нижніх кінцівок, ніж ішемічну хворобу серця. [37] Понад 80–90% пацієнтів із ЗПА нижніх кінцівок є або були курцями. [38] Ризик розвитку ЗПА зростає зі збільшенням кількості викурених сигарет на день і кількості років куріння. [39] [40]
- Високий рівень цукру в крові. Встановлено, що цукровий діабет підвищує ризик ЗПА у 2–4 рази за рахунок розвитку дисфункції ендотеліальних і гладком’язових клітин у периферичних артеріях. [41] [42] [43] Ризик розвитку ЗПА нижніх кінцівок пропорційний тяжкості та тривалості діабету. [44]
- Порушення нормального вмісту холестерину в крові – дисліпідемія. [34] Ця аномалія рівня холестерину в крові корелювала з прискореним ЗПА. Лікування дисліпідемії за допомогою дієти, фізичних вправ та/або прийому ліків пов’язане зі значущим зниженням частоти серцевих нападів та інсульту. [45]
- Високий кров'яний тиск. Гіпертензія може збільшити ризик розвитку ЗПА. Подібно до ЗПА, відоме існування зв’язку між високим кров’яним тиском і інфарктами, інсультами та аневризмами черевної аорти. Високий кров'яний тиск збільшує ризик переміжної кульгавості, найпоширенішого симптому ЗПА, у 2,5- і у 4 рази у чоловіків і жінок відповідно. [46]
- Інші фактори ризику, які досліджуються, включають рівні різних медіаторів запалення, таких як С-реактивний білок, фібриноген, гомоцистеїн і ліпопротеїн А. [47] Особи з підвищеним рівнем гомоцистеїну в крові мають 2-кратний ризик розвитку ЗПА. [34] Хоча існують генетичні фактори, що призводять до зростання ризику ЗПА, включаючи діабет і високий кров’яний тиск, не було виявлено жодних конкретних генів або генних мутацій, безпосередньо пов’язаних із розвитком ЗПА. [34]

### Популяції високого ризику
Захворювання периферичних артерій частіше зустрічається в таких популяціях: 
- Усі люди, які мають симптоми в ногах при навантаженні (вказують на кульгавість) або ішемічний біль у стані спокою
- Усі люди віком від 65 років
- Усі люди віком від 50 до 69 років, які мають серцево-судинний фактор ризику (зокрема діабет або куріння)
- Вік менше 50 років, цукровий діабет і ще один фактор ризику атеросклерозу (куріння, дисліпідемія, гіпертензія або гіпергомоцистеїнемія)
- Особи з аномальним пульсом на нижніх кінцівках
- Особи з відомим атеросклеротичним захворюванням коронарних, сонних або ниркових артерій
- Усі люди з показником ризику за Фремінгемською шкалою 10–20%
- Всі люди, які раніше відчували біль у грудях

## Етіологія і патофізіологія

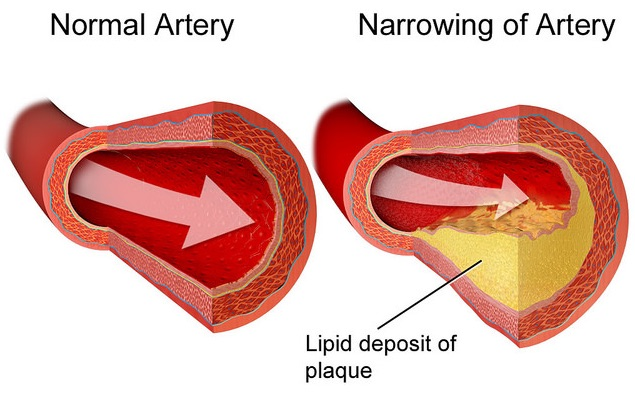
Ілюстрація того, як накопичення ліпідів спричиняє блокування кровотоку до ділянки артерії нижче місця звуження.

ЗПА вважається набором хронічних або гострих синдромів, як правило, похідних від наявності оклюзійного захворювання артерій, яке спричиняє недостатній кровообіг у кінцівках.  
Як зазначалося раніше, найбільш поширеною етіологією захворювання периферичних артерій, особливо у пацієнтів старше 40 років, є атеросклероз.  Атеросклероз – це звуження артерій, викликане накопиченням ліпідів та відкладенням кальцію в стінці уражених артерій.
Патофізіологія атеросклерозу включає складну взаємодію між холестерином і судинними клітинами.  На ранніх стадіях ЗПА артерії компенсують накопичення бляшок шляхом свого розширення, щоб зберегти кровотік через судину. Згодом артерія вже не може розширюватися, і атеросклеротична бляшка звужує просвіт артеріального кровотоку. 
Коли виникає дисбаланс між потребами периферичних тканин і кровопостачанням, людина стикається з ішемією.
З патофізіологічної точки зору обмеження кровопостачання (ішемію) нижніх кінцівок можна класифікувати як функціональне або критичне. Функціональна ішемія виникає, коли кровообіг достатній у стані спокою, але недостатній під час фізичного навантаження, що клінічно проявляється як переміжна кульгавість. 
Критична ішемія виникає, коли зниження кровотоку призводить до дефіциту перфузії у спокої та визначається наявністю болю у спокої або трофічних уражень у ногах. У цій ситуації фундаментальним є точний діагноз, оскільки існує явний ризик втрати кінцівки, якщо адекватний кровотік не буде відновлено хірургічним шляхом або ендоваскулярною терапією. Розрізнення між цими двома поняттями є важливим для встановлення терапевтичних показань і прогнозу у пацієнтів із ЗПА. 
Інші причини включають васкуліт і тромбоз in situ, пов’язаний зі станами гіперкоагуляції.  Додаткові механізми ЗПА включають артеріальний спазм і фіброзно-м'язову дисплазію.  Причина та патофізіологія артеріального спазму до кінця не вивчені, але існує гіпотеза, що вони можуть виникати вторинно після травми.  Симптоми кульгавості виникають, коли артерія спазмується або стискається, створюючи обструкцію. Подібно до атеросклерозу, це призводить до зниження кровотоку до тканини, розташованої після обструкції. Тромбоз зазвичай виникає внаслідок стазу або травми. 

## Діагностика

Вимірювання кісточково-плечового індексу

Діагностика або ідентифікація ЗПА вимагає збору анамнезу і фізикального огляду з подальшим підтверджувальними дослідженнями.  Ці дослідження можуть включати комп’ютерну томографічну ангіографію (КТА), магнітно-резонансну ангіографію (МРА) або ультразвукове дослідження (УЗД). 
Наступні дані обстеження пов’язані із ЗПА: 
- Знижений або відсутній пульс
- Атрофія або виснаження м’язів
- Помітне посиніння ураженої кінцівки
- Зниження температури ураженої кінцівки порівняно з іншою
- Потовщені нігті
- Гладка або блискуча шкіра та випадання волосся
- Проба Бюргера дозволяє перевірити наявність блідості, коли уражена кінцівка знаходиться в піднятому положенні. Потім кінцівку переводять з піднятого положення в положення сидячи та перевіряють на наявність почервоніння, яке називається реактивною гіперемією. Тест Бюргера – це оцінка артеріальної достатності, тобто здатності артерії постачати збагачену киснем кров до тканини, яку вона живить.
- Незагойна рана нижньої кінцівки [36]

При підозрі на ЗПА початковим дослідженням є кісточково-плечовий індекс (КПІ).  КПІ — це простий неінвазивний тест, який вимірює співвідношення систолічного артеріального тиску в кісточці до систолічного артеріального тиску в плечі. Він ґрунтується на ідеї, що якщо показники артеріального тиску в гомілковостопному суглобі нижчі, ніж на руці, є підозра на закупорку артерій, які постачають кров від серця до гомілковостопного суглоба. 
Діапазон КПІ від 0,90 до 1,40 вважається нормальним. Вважається, що людина має ЗПА, якщо КПІ становить ≤ 0,90. ЗПА можна класифікувати як легке або помірне, якщо КПІ становить від 0,41 до 0,90, і тяжке, якщо КПІ менше 0,40. Ці категорії можуть дати уявлення про перебіг хвороби. 
Крім того, значення КПІ від 0,91 до 0,99 вважаються граничними, а значення >1,40 вказують на нестискаємість артерій. Якщо розрахований ПКI >1,40, це може вказувати на жорсткість стінки судини, спричинену кальцифікацією, яка може виникнути у людей з неконтрольованим діабетом. Аномально високі КПI (>1,40) зазвичай вважаються хибно негативним результатом, і тому такі результати заслуговують на подальше дослідження вищого рівня.  Особи з артеріями, які не стискаються, мають підвищений ризик смертності від серцево-судинних захворювань протягом двох років. 
Особи з підозрою на ЗПА з нормальними КПI можуть пройти тестування з фізичним навантаженням. Перед фізичним навантаженням вимірюють базовий КПI. Потім пацієнта просять виконувати фізичні вправи (зазвичай ходьба на біговій доріжці з постійною швидкістю), доки не з’явиться біль (максимум 5 хвилин), після чого знову вимірюють тиск у кісточці. Зниження КПI на 15–20% буде діагностичним показником ЗПА. 
Якщо КПI є ненормальним, наступним кроком, як правило, є доплерівське ультразвукове дослідження нижніх кінцівок для виявлення місця та ступеня обструкції. Також візуалізацію можна отримати за допомогою ангіографії , коли катетер вводять у загальну стегнову артерію та вибірково направляють до відповідної артерії. При введенні радіоконтрастної речовини робиться рентген. 
Будь-яку блокаду, що обмежує кровотік, виявлену на рентгенівському знімку, можна виявити та лікувати за допомогою процедур, включаючи атеректомію, ангіопластику або стентування. Контрастна ангіографія є найбільш доступним і широко використовуваним методом візуалізації. Сучасні комп’ютерні томографи (КТ) забезпечують пряме зображення артеріальної системи. Дослідження показали, що чутливість і специфічність КТ при виявленні уражень зі стенозом >50% становить 95% і 96% відповідно.  Таким чином, КТ можна розглядати як альтернативу інвазивній ангіографії. Важливою відмінністю між ними є те, що, на відміну від інвазивної ангіографії, оцінка артеріальної системи за допомогою КТ не дозволяє провести втручання в судини. 
Магнітно-резонансна ангіографія (МРА) — це неінвазивна діагностична процедура, яка використовує комбінацію великого магніту, радіочастот і комп’ютера для отримання детальних зображень кровоносних судин всередині тіла. Переваги MРA включають її безпеку та здатність забезпечити тривимірне зображення високої роздільної здатності всього живота, тазу та нижніх кінцівок за один сеанс.  

### Класифікація

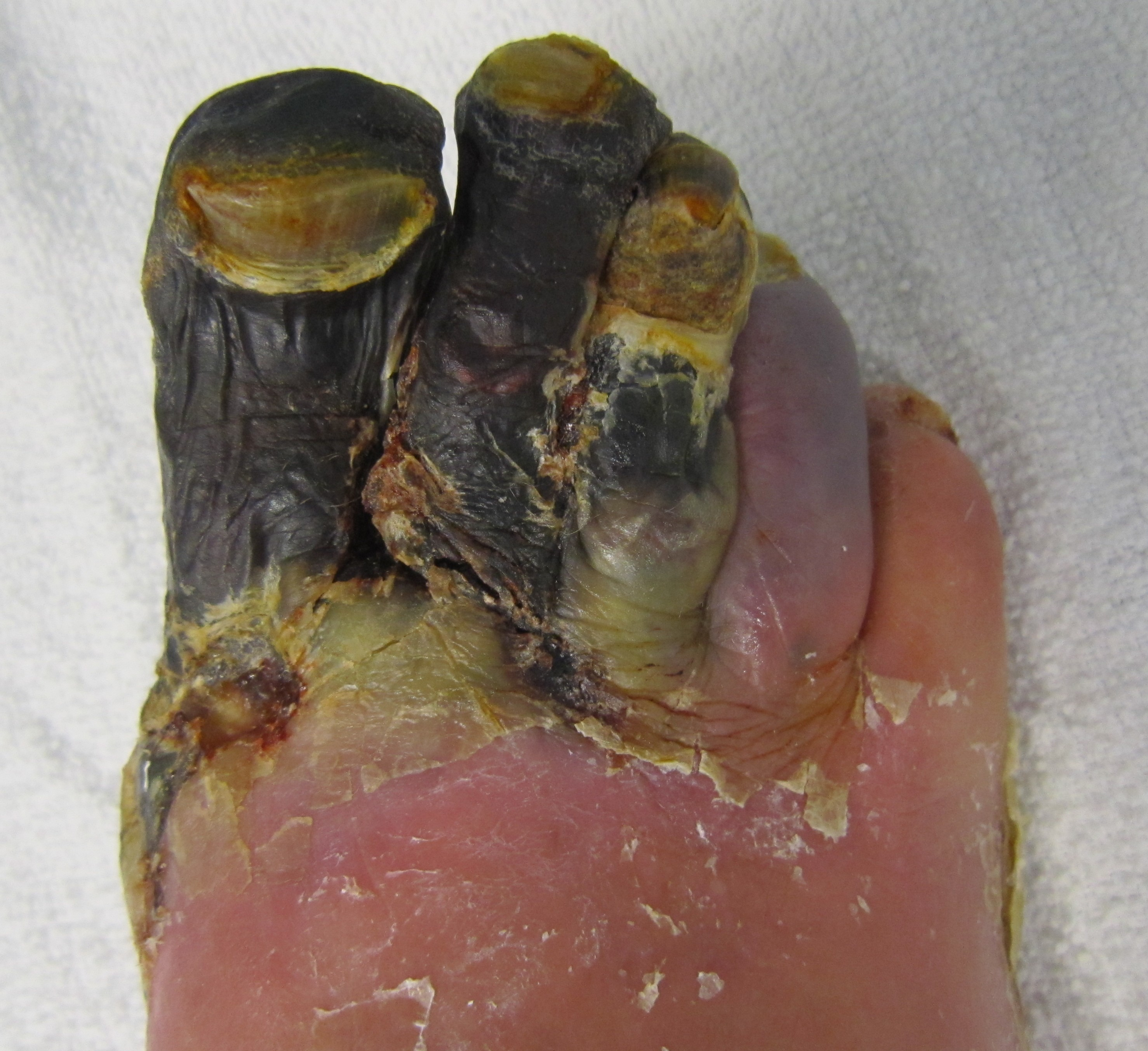
Гангрена трьох пальців стопи внаслідок ЗПА

Двома методами, які найчастіше використовуються для класифікації ЗПА, є системи класифікації Фонтейна та Резерфорда.  Стадії за Фонтейном були впроваджені Рене Фонтейном у 1954 році для визначення тяжкості хронічної ішемії кінцівок:   
- Стадія І: безсимптомна
- Стадія IIa: переміжна кульгавість після проходження дистанції більше 200 метрів
- Стадія IIb: переміжна кульгавість після ходьби на відстань менше 200 метрів
- Стадія III: біль у спокої
- Стадія IV: виразки або гангрена кінцівки

Класифікація Резерфорда була створена Товариством судинної хірургії та Міжнародним товариством серцево-судинної хірургії, представлена в 1986 році та переглянута в 1997 році, названа на честь головного автора Роберта Б. Резерфорда . Ця система класифікації складається з п'ятьох ступенів (0-ІV) і семи категорій (категорії 0–6):  
- Ступінь 0, категорія 0: безсимптомний перебіг
- Ступінь I, категорія 1: легка кульгавість
- Ступінь I, категорія 2: помірна кульгавість
- Ступінь I, категорія 3: сильна кульгавість
- Ступінь II, категорія 4: біль у спокої
- Ступінь III, категорія 5: незначна втрата тканин; ішемічна ураження, що не перевищує виразки пальців стопи
- Ступінь IV, категорія 6: значна втрата тканин; важкі ішемічні виразки або гангрена

ЗПА середнього та тяжкого ступеня, класифікована за стадіями III–IV за Фонтейном або категоріями 4–5 за Резерфордом, становить ризик втрати кінцівки у вигляді її критичної ішемії . 
Нещодавно Товариство судинної хірургії оприлюднило систему класифікації за принципом «рана, ішемія, інфекція стопи» (WIfI - wound, ischemia and foot infection").  Цю  систему, опубліковану в 2013 році, було створено для врахування демографічних змін, що відбулися за останні сорок років, включаючи збільшення частоти високого рівня цукру в крові та розвиток методів і можливостей реваскуляризації. Ця система була створена на основі того, що ішемія та ангіографічні картини захворювання не є єдиними визначальними факторами ризику ампутації.  Система класифікації WIfI розділена на дві частини: рани та ішемія. Рани оцінюються від 0 до 3 на основі наявності виразки, гангрени та ішемії. 
- Ступінь 0: немає виразки, немає гангрени
- Ступінь 1: невелика неглибока виразка; немає гангрени
- Ступінь 2: глибока виразка з оголеним сухожиллям або кісткою, гангрена обмежена пальцями ніг
- Ступінь 3: обширна виразка на всю товщину; гангрена, що поширюється на передню або середню частину стопи

Ішемія оцінюється від 0 до 3 на основі КПI, систолічного тиску в кісточці та тиску в пальці стопи. 
- Ступінь 0: ABI ≥0,80, систолічний тиск у щиколотці ≥100 мм рт.ст., тиск ≥60 мм рт.ст
- Ступінь 1: артеріально-плечовий індекс від 0,6 до 0,79, систолічний тиск у щиколотці від 70 до 100 мм рт.ст., тиск на нозі 40-59 мм рт.ст
- Ступінь 2: ABI 0,4–0,59, систолічний тиск у щиколотці від 50 до 70 мм рт. ст., тиск на нозі 30-39 мм рт.ст
- Ступінь 3: ABI ≤0,39, систолічний тиск у щиколотці <50 мм рт.ст., тиск на нозі <30 мм рт.ст

Класифікація TASC (і TASC II) припускає, що лікування ЗПА базується на тяжкості захворювання, за даними ангіограм. 

### Скринінг
Через недостатню дослідженість незрозуміло, чи є користь від скринінгу ЗПА у загальній популяції.  Існує скринінг за допомогою вимірювання кісточково-плечового індексу  (КПІ), хоча систематичний огляд літератури не підтвердив зиск від використання рутинного скринінгу КПІ у безсимптомних пацієнтів. 
Тестування на ішемічну хворобу серця або хворобу сонної артерії має незрозумілу користь.  Хоча ЗПА є фактором ризику аневризми черевної аорти (АЧА), немає даних про скринінг осіб з безсимптомною ЗПА на аневризму черевної аорти.  Для людей із симптоматичним ЗПА ультразвукове дослідження на АЧА не є необґрунтованим. 

### Носимі пристрої та віддалений моніторинг пацієнтів
Огляд 2022 року виявив, що різноманітні носимі медичні пристрої, які вимірюють різні параметри (наприклад, температуру тіла), поєднуються з дистанційним моніторингом пацієнтів із ЗПА для покращення результатів для здоров’я. 
Деякі дослідження пропонують розробку пристроїв, які б постійно вимірювали вміст кисню під час фізичних вправ. Це пов’язано з тим, що перфузія та метаболічна активність у стані спокою є надзвичайно низькими, а відмінності між пацієнтами, які мають ЗПА або ні, ледь піддаються вимірюванню. Таким чином, тестування судинної функції є складним.  Пульсоксиметри можуть бути незручними для носіння під час фізичних вправ і показують значення кисню лише в окремі моменти часу, а також немає достатніх доказів на підтримку будь-якого їх використання для ідентифікації ЗПА. У деяких публікаціях і дослідженнях обговорюється використання носимих датчиків, які постійно вимірюють рівень кисню у пацієнтів із ЗПА, наприклад, через шкіру. Однак, оскільки на черезшкірні вимірювання впливають рух (наприклад, під час фізичних вправ) і температура тіла, використання датчиків кисню, які вводяться підшкірно, на відміну від черезшкірних методів, може допомогти відстежувати прогрес пацієнта із ЗПА та приймати рішення щодо його лікування.  На сьогоднішній день одна система датчика кисню була схвалена для використання в Європі для вимірювання перфузії тканин у всіх пацієнтів із ЗПА. 

## Лікування
Залежно від тяжкості захворювання можна вжити таких заходів відповідно до наступних рекомендацій: 

### Спосіб життя
- Припинення куріння
- Регулярні фізичні вправи для тих, у кого є кульгавість, допомагають відкрити альтернативні дрібні судини (колатеральний кровотік), і обмеження при ходьбі часто зменшуються. Вправи на біговій доріжці (від 35 до 50 хвилин, три або чотири рази на тиждень ) були розглянуті як ще одне лікування з кількома позитивними результатами, включаючи зменшення ризику серцево-судинних ускладнень і покращення якості життя. Програми вправ під наглядом збільшують час та максимальну відстань безболісної ходьби для людей із ЗПА.

### Ліки
- Лікування діабету
- Лікування гіпертензії
- Лікування високого рівня холестерину та антитромбоцитарні препарати, такі як аспірин і клопідогрель. Статини зменшують утворення тромбів і рівень холестерину, відповідно, і можуть допомогти при прогресуванні захворювання та усунути інші серцево-судинні ризики.

Згідно з рекомендаціями, прийом аспірину або клопідогрелю рекомендується для зменшення ризику гострого інфаркту міокарда, інсульту та інших причин судинної смерті у людей із симптоматичним ЗПА.  Рекомендується приймати аспірин або клопідогрель окремо, а не в поєднанні один з одним (тобто не як подвійну антиагрегантну терапію). Рекомендована добова доза аспірину для лікування ЗПА становить від 75 до 325 мг, тоді як рекомендована добова доза клопідогрелю становить 75 мг  Ефективність як аспірину, так і клопідогрелю щодо зниження ризику серцево-судинних ішемічних ускладнень у людей із симптоматичним ЗПА встановлена недостатньо. Дослідження також показують ефективність низьких доз ривароксабану та аспірину як нової антитромботичної схеми лікування ЗПА. 
Цилостазол може покращити показник пройденої відстані без кульгавості, але немає переконливих доказів того, що він покращує якість життя, знижує смертність або знижує ризик серцево-судинних ускладнень.  Пентоксифілін має незрозумілу користь. 
Лікування іншими препаратами або вітамінами не має доказів ефективності. 

### Реваскуляризація
Якщо після медикаментозного лікування симптоми не зникають, пацієнтів можна направити до судинного або ендоваскулярного хірурга. Вважається, що переваги реваскуляризації відповідають тяжкості ішемії та наявності інших факторів ризику втрати кінцівки, таких як тяжкість рани та інфекції. 

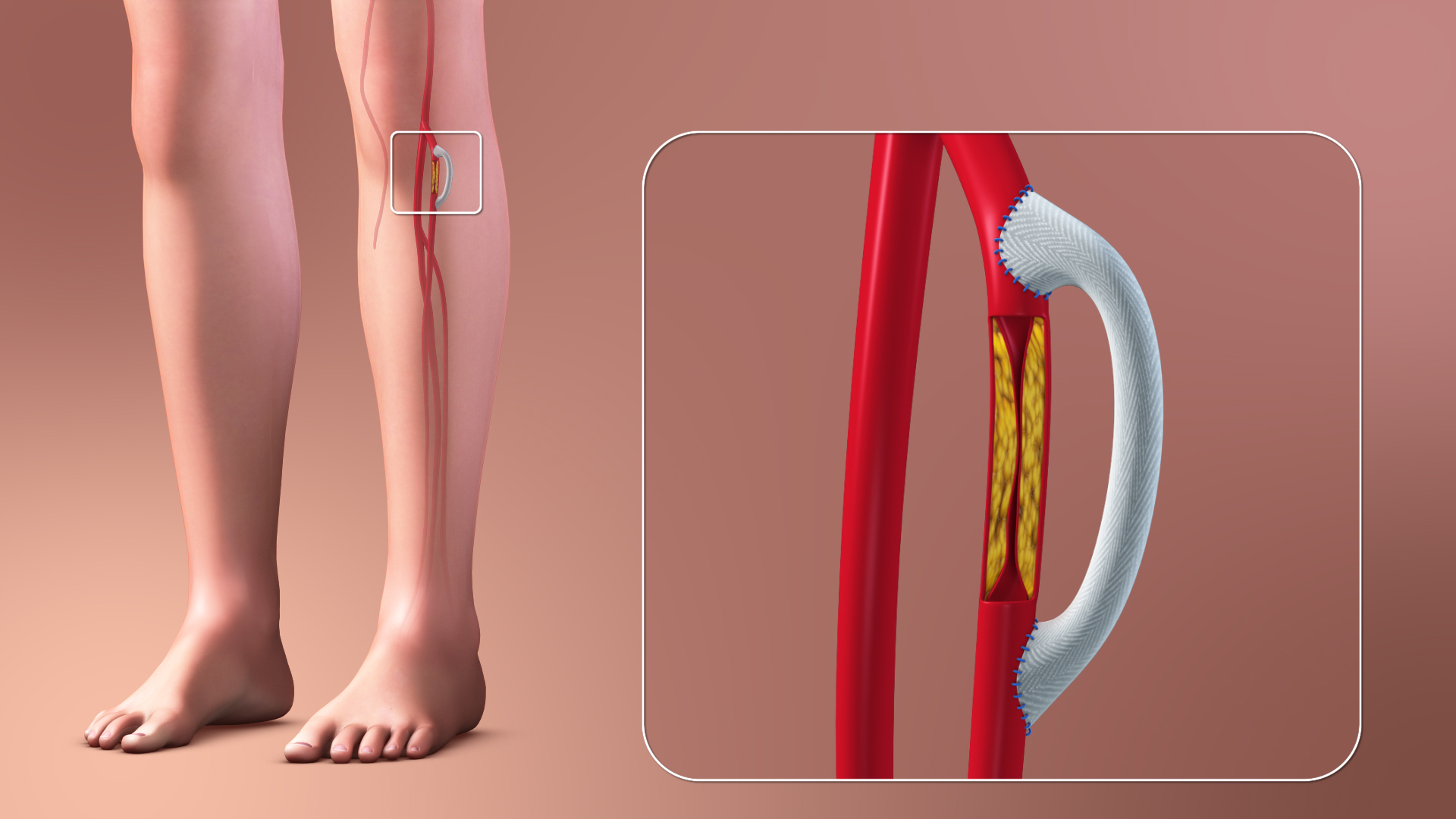
Тривимірна медична анімація, що демонструє принцип судинного шунтування

- Тривимірна медична анімація, що демонструє принцип судинного шунтування Ангіопластика (або черезшкірна транслюмінальна ангіопластика) може бути виконана при одиничних ураженнях великих артерій, таких як стегнова артерія, але може не мати стійких переваг. [74] Рівень прохідності після ангіопластики найвищий для клубових артерій і знижується з по ходу артерій до пальців ніг. Іншими критеріями, які впливають на результат після реваскуляризації, є довжина уражень та їх кількість. [75] [76] Здається, немає жодних довгострокових переваг від встановлення стента, для утримання звуженої артерії у відкритому стані. [77]
- Атеректомія, під час якої бляшка зішкрібається з внутрішньої сторони стінки судини (хоча результати не кращі, ніж у  ангіопластики). [78]
- Судинне шунтування виконується для обходу ураженої ділянки артерії. Якщо вона доступна, як кондуїт (обхідний шлях або шунт), використовується велика підшкірна вена, штучний (Gore-Tex або PTFE) матеріал часто використовується для довгих трансплантатів, коли адекватний венозний кондуїт недоступний.
- Якщо почалася гангрена, може знадобитися ампутація, щоб запобігти сепсису.
- Тромболізис і тромбектомія застосовуються при артеріальному тромбозі або емболії .
- Ударно-хвильова внутрішньосудинна літотрипсія, мінімально інвазивний метод, який використовує ультразвукові хвилі для руйнування бляшок всередині артерії. Метод був вперше схвалений Управлінням з продовольства і медикаментів США в лютому 2021 року [79] і використовувався як доповнення до більш широко використовуваних методів атеректомії.

### Настанови
Рекомендації Американського коледжу кардіології та Американської кардіологічної асоціації щодо діагностики та лікування ЗПА нижніх кінцівок, нирок, мезентеріальної та черевної аорти були складені в 2013 році, об’єднавши рекомендації 2005 та 2011 років.  Для хронічної ішемії, що загрожує кінцівці, настанова ACCF/AHA рекомендує балонну ангіопластику лише для людей із очікуваною тривалістю життя 2 роки або менше або для тих, хто не має доступної аутогенної вени. Тим, чия очікувана тривалість життя перевищує 2 роки, або тим, хто має аутогенну вену, рекомендується шунтування. 

## Прогноз
Особи із ЗПА мають "виключно підвищений ризик серцево-судинних ускладнень, і більшість з них зрештою помруть від серцевої або цереброваскулярної патології".  Прогноз корелює зі ступенем тяжкості ЗПА, виміряним за допомогою ПКІ.  ЗПА великих судин значно підвищує смертність від серцево-судинних захворювань. ЗПА несе понад «20% ризик коронарної події протягом 10 років». 
Ризик того, що в людини з кульгавістю розвинеться важка ішемія і він потребуватиме ампутації, є низьким, але ризик смерті від коронарних подій у три-чотири рази вищий, ніж у контрольної групи без кульгавості.  Серед пацієнтів із переміжною кульгавістю лише «7% матимуть хірургічне шунтування нижніх кінцівок, 4% — великі ампутації та 16% — погіршення кульгавості», але кількість випадків інсульту та серцевого нападу є підвищеною, а «п’ятирічний рівень смертності оцінюється в 30% (проти 10% у контрольній групі)». 

## Епідеміологія
Поширеність ЗПА в загальній популяції становить 3–7%, вражаючи до 20% людей старше 70 років;  70–80% уражених осіб не мають симптомів, меншість потребує реваскуляризації або ампутації. ЗПА вражає кожного третього діабетика старше 50 років. У США ЗПА  уражає 12-20% американців віком 65 років і старше. Близько 10 мільйонів американців мають ЗПА. 
У 2000 році серед людей віком 40 років і старше в Сполучених Штатах рівень ЗПА становив 4,3%.  Показники становили 14,5% для людей віком 70 років і старше. У вікових групах показники загалом були вищими для жінок, ніж для чоловіків. Неіспаномовні афроамериканці мали показник 7,9% порівняно з 4,4% неіспаномовних американського европейського походження і 3,0% (1,4%–4,6%) американців мексиканського походження. 
Частота симптоматичної ЗПА зростає з віком, приблизно з 0,3% на рік для чоловіків віком 40–55 років до приблизно 1% на рік для чоловіків старше 75 років. Поширеність ЗПА значно варіює залежно від того, як визначається ЗПА, і віку досліджуваної популяції. Люди з діагнозом ЗПА мають більший ризик серцевих ускладнень та інсульту. У пацієнтів із ЗПА ризик розвитку повторного інфаркту, інсульту або транзиторної ішемічної атаки протягом одного року після серцевого нападу зростає до 22,9% порівняно з 11,4% для тих, хто не має ЗПА. 
Дослідження Diabetes Control and Complications Trial і UK Prospective Diabetes Study у людей з діабетом 1 типу та 2 типу відповідно продемонстрували, що контроль глікемії сильніше пов’язаний із мікросудинними ніж макросудинними захворюваннями. Патологічні зміни, що відбуваються в дрібних судинах, можуть бути більш чутливими до хронічно підвищених рівнів глюкози, ніж атеросклероз, що виникає у великих артеріях. 

## Дослідження
Проводяться дослідження терапії для запобігання прогресуванню ЗПА.  У тих, у кого розвинувся критично слабкий кровотік ніг, переваги аутотрансплантації аутологічних мононуклеарних клітин неясні. 
Було проведено лише одне рандомізоване контрольоване дослідження, у якому порівнювали судинне шунтування та ангіопластику для лікування важкої ЗПА.  Дослідження не виявило різниці у виживаності без ампутації між судинним шунтуванням і ангіопластикою за запланованою клінічною кінцевою точкою, але дослідження було піддано критиці як недостатнє, з обмеженими ендоваскулярними можливостями та з порівнянням невідповідних кінцевих точок.  Станом на 2017 рік проводились два рандомізовані клінічні випробування для кращого розуміння оптимальної техніки реваскуляризації для важкої ЗПА та критичної ішемії кінцівок (CLI), BEST-CLI (найкраща ендоваскулярна практика проти найкращої хірургічної практики для пацієнтів з критичною ішемією кінцівок) і BASIL-2 (шунтування проти ангіопластики при важкій ішемії ноги – 2).  